# Werchni Syniwci
Werchni Syniwci (ukr. Верхні Синівці) – wieś na Ukrainie, w obwodzie czerniowieckim, w rejonie hlibockim. W 2001 roku liczyła 479 mieszkańców.